# Shiela Makoto
Shiela Makoto (14 de janeiro de 1990) é uma futebolista zimbabuense que atua como defensora. 

## Carreira
Shiela Makoto fez parte do elenco da Seleção Zimbabuana de Futebol Feminino, nas Olimpíadas de 2016. 